# George Theodore Werts
George Theodore Werts, född 24 mars 1846 i Hackettstown, New Jersey, död 17 januari 1910, var en amerikansk politiker som var guvernör i New Jersey 1893-1896. Werts skapade Palisades Interstate Park Commission, som bevarade New Jersey Palisades från att bli exploaterad som stentäkt.

## Tidigt liv
Werts flyttade till Morristown 1863 vid 17 års ålder och lyckades snart bli advokat. Han byggde upp en advokatbyrå under de följande 16 åren. År 1872 gifte han sig med Emma Stelle.

## Politisk karriär
Werts var medlem av Demokraterna och valdes till borgmästare i Morristown 1886, en tjänst som han hade till 1892. Han valdes även till New Jerseys senat, där han tjänstgjorde från 1887 till 1892. Werts flyttade från Morristown till Jersey City och bodde i ett stort hus på Crescent Avenue.
Guvernör Leon Abbett utnämnde Werts till domare 1892 för att ersätta Manning M. Knapp. Abbett stödde honom som sin ersättare, när han kandiderade till USA:s senat. Werts besegrade den Republikanske kandidaten John Kean, Jr. Som guvernör var dock Werts ganska ineffektiv. Hans regering blev inblandad i en skandal kring spel på hästkapplöpning som skadade hela Demokratiska partiet i delstaten. Werts brist på ledarskap fick de båda partierna att strida om makten.
En skandal som involverade flera demokratiska ledamöter i New Jerseys parlament avslöjades 1895. Även om Werts inte var inblandad själv, ledde detta till slutet av ett kvarts sekel av demokratisk dominans i New Jerseys politiska liv. Han blev den siste av sju på varandra följande demokratiska guvernörer. När han lämnade guvernörsposten efter en mandatperiod (den dåvarande grundlagen sade att en sittande guvernör inte fick ställa upp till omval, men han hade troligen ändå inte vunnit), återgick Werts till sin advokatbyrå i Jersey City.
Han avled den 17 januari  1910 vid 63 års ålder. Han begravdes på Evergreen Cemetery i Morristown, New Jersey.